# Cri Megamix
Cri Megamix è un EP di Cristina D'Avena, pubblicato nel 2012.

## Descrizione
L'EP contiene tre versioni differenti dell’omonima traccia: si tratta di un mash-up in chiave dance di alcune delle sigle più conosciute della D’Avena, pensato per le discoteche.
È stato rilasciato nel periodo di pubblicazione del cofanetto celebrativo in tre dischi 30 e poi... - Parte prima, pubblicato in occasione dei suoi trent'anni di carriera.

## Tracce
1. Cri Megamix – 4:20
2. Cri Megamix (Radio Version) – 3:08
3. Cri Megamix (Extended Version) – 5:30

Durata totale: 12:58